# 神光寺
神光寺（越南语：／），俗称乔寺是越南的一座佛寺，位于该国北部兴安省（舊太平省武舒縣唯一社），始建于李朝时期，並于后黎朝年间在今太平省重建。

## 历史
据《空路禅师记语录》（Không Lộ Thiền sư Ký ngữ lục），神光寺本名嚴光寺，原址位于今宁平省（舊南定省胶水县），由楊空路禅师修筑于李朝龍章天嗣二年（1067年），禅师圆寂后，严光寺更名为神光寺，由於李、陈當局對佛教的推崇，寺廟曾法事不斷:678。後黎弘定十二年（1611年），红河水灾泛滥冲毁了寺庙及乔村，村民被迫逃离家园，一部分村民在南定建造了行善寺；一部分村民迁居太平省，並于1630年动工修筑了神光寺，该寺于1632年竣工。此后，普明寺曾在17、18、20世纪经历多次整修改建，逐渐形成现有规模，1962年4月28日，北越文化和通信部将其列入“国家文化历史文物”。2012年，越南政府總理批准將神光寺列入該國第三批國家特等級文化遺產。

## 现况
神光寺殿内分列着方形池塘、三大殿、钟楼及禅室，並拥有一百二十八間房间，為越南古寺廟中房间數量最多者，其中前殿为公堂，中殿主奉釋迦牟尼佛，後殿则主奉檀香木刻成的阮明空禅师雕像，並藏有铜盒、玉螺、镀金龙船及祭器等，寺院内两侧则有走廊，寺内最高的建筑是钟楼，以铁力木建造而成，其顶部为歇山顶式，屋檐及屋脊皆上翘起伏，而楼内的铜钟则造于18世纪:86。神光寺每年还會定期举办庙会，祭祀楊空路禅师，2017年，庙会获得越南政府认定为“国家级非物质文化遗产”，该寺的雕龙木门也在同年12月獲越南政府認定為國寶。